# Notostylopidae
Famille
Genres de rang inférieur
- † Boreastylops
- † Edvardotrouessartia
- † Homalostylops
- † Notostylops (en)
- † Otronia

Notostylopidae est une famille éteinte comprenant cinq genres de mammifères notongulés qui ont vécu de l'Éocène inférieur jusqu'à l'Oligocène inférieur en Amérique du Sud.